# Palais Otowa

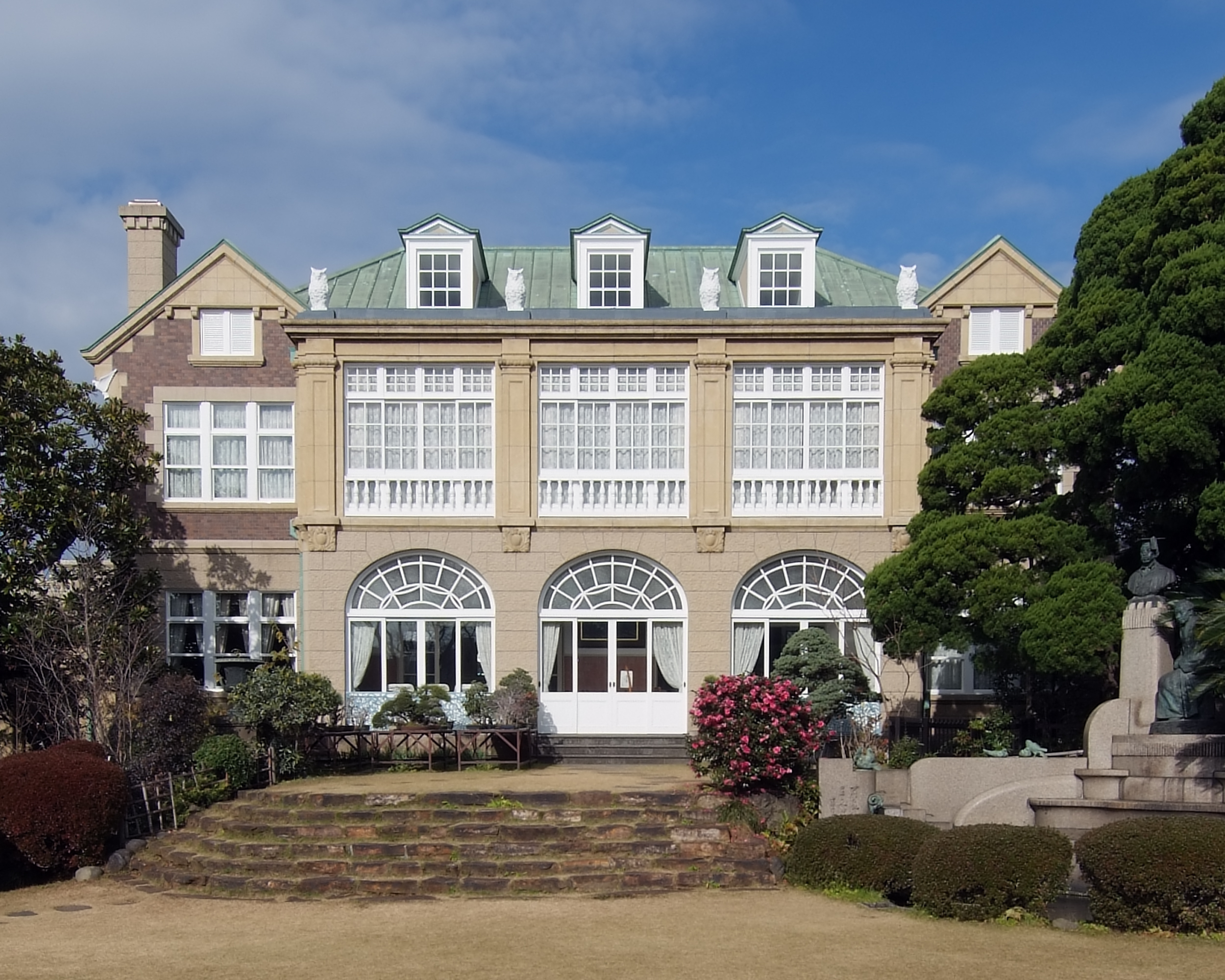
Le palais Hatoyama vu du jardin.

Le Hatoyama Hall (鳩山会館, Hatoyama Kaikan), également appelé palais Otowa (音羽御殿, Otowa goten), est une résidence de style occidentale située dans l'arrondissement de Bunkyō à Tokyo, construit en 1924 par Iichirō Hatoyama. C'est ici qu'il a participé à la création de l'actuel parti libéral-démocrate. La maison et les jardins sont en train de se transformer en un musée commémorant les contributions de la famille Hatoyama à la politique et à l'éducation au Japon. 
Il existe actuellement trois chambres souvenir ouvertes au public, l'une dédiée à Ichiro, une autre à son épouse Kaoru et une troisième à leur fils, Iichiro Hatoyama. Par ailleurs, le jardin présente des sculptures de Kazuo Hatoyama et de son épouse, Haruko.

## Personnalités Hatoyama publiques
Les Hatoyama ont participé activement à la vie publique japonaise dont :

### 1regénération
- Kazuo Hatoyama (1856-1911) : vice-ministre des Affaires étrangères, rapporteur de la chambre des représentants de la diète du Japon de 1896 à 1897, professeur à l'université de Tokyo, ancien directeur de l'université Waseda (1890-1907), père d'Ichirō Hatoyama et arrière-grand-père de Yukio Hatoyama et Kunio Hatoyama.
- Haruko Hatoyama (1863-1938) : éducatrice, cofondatrice de ce qui est à présent l'université pour femmes Kyoritsu (en), mère d'Ichirō Hatoyama, et arrière-grand-mère de Yukio Hatoyama et Kunio Hatoyama.

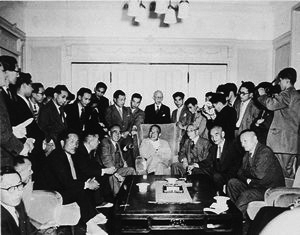
Le premier ministre Ichirō Hatoyama (au centre) et les chefs du PLD au pouvoir, dont Tanzan Ishibashi (à la gauche d'Hatoyama) et Bukichi Miki (second à la droite d'Hatoyama), avec la presse. La photo de groupe est prise dans le salon du palais Otowa en 1955.

### 2egénération
- Ichirō Hatoyama (1883-1959) : Secrétaire du Conseil des ministres, ministre de l'Éducation et 52e, 53e et 54e Premier ministre du Japon, fils de Kazuo et Haruko, père d'Iichirō et grand-père de Yukio Hatoyama et Kunio Hatayama.
- Kaoru Hatoyama : institutrice de l'Université pour femmes Kyoritsu ; épouse d'Ichirō, mère d'Iichirō.

### 3egénération
- Iichirō Hatoyama (1918-1993) : ministre des Affaires étrangères en 1976-1977, petit-fils de Kazuo et Haruko, fils ainé d'Ichirō Hatoyama et père de Yukio et Kunio Hatayama.
- Yasuko Hatoyama (1922-2013) : épouse d'Iichirō, mère de Kazuko, Yukio et Kunio.

### 4egénération
- Yukio Hatoyama (1947-) : Premier ministre du Japon, chef du parti démocrate du Japon, arrière-petit-fils de Kazuo et Haruko, petit-fils d'Ichirō et Kaoru, fils d'Iichirō et Yasuko et frère ainé de Kunio.
- Miyuki Hatoyama (1943-) : épouse de Yukio.

- Kunio Hatoyama (1948-2016) : homme politique japonais, ancien ministre japonais des Affaires intérieures et des communications, (parti libéral démocrate), ancien ministre de l'Éducation, du Travail et de la Justice, arrière-petit-fils de Kazuo et Haruko, petit-fils d'Ichirō et Kaoru, fils d'Iichirō et Yasuko et frère cadet de Yukio.

### 5egénération
- Tarō Hatoyama (1974-) : homme politique japonais, ancien membre de l'assemblée métropolitaine de Tokyo et candidat du Nouveau Parti de la réforme à la Japanese House of Councillors election, 2010, arrière-arrière-petit-fils de Kazuo et Haruko, arrière-petit-fils d'Ichirō et Kaoru, petit-fils d'Iichirō, fils ainé de Kunio et Emily, et neveu de Yukio.